# Холодна (селище)
Холодна (рос. Холодная) — селище Північно-Байкальського району, Бурятії Росії. Входить до складу Сільського поселення Холодного евенкійського.
Населення — 345 осіб (2015 рік).